# جان مولدون
جان مولدون (انگلیسی: John Muldoon; ۲ مارس ۱۸۹۶ – ۲ ژانویهٔ ۱۹۴۴) بازیکن راگبی ۱۵ نفره اهل ایالات متحده آمریکا بود.